# Artemis Fowl
Artemis Fowl ist eine Romanserie des irischen Autors Eoin Colfer bestehend aus acht Teilen, die dem Phantastik/Science-Fiction-Genre zuzuordnen ist. Die Bücher erschienen ab 2001 auf Englisch und Deutsch, wobei die deutsche Übersetzung der Bücher von Claudia Feldmann stammt. 2004 erhielt der dritte Band, Artemis Fowl – Der Geheimcode, den Deutschen Bücherpreis. Weltweit wurde die Buchreihe 25 Millionen Mal verkauft und in 44 Sprachen übersetzt.

## Die Bücher
Der erste Band brachte Eoin Colfer den internationalen Durchbruch als Jugendbuchautor. Vermutlich auch, da das Buch die eine oder andere Parallele zu Harry Potter aufweist. Dies ist laut Autor allerdings Zufall, da er Harry Potter, als er Artemis Fowl schrieb, gar nicht kannte. Die Reihe weist typische Fantasy-Elemente auf. Dazu zählt eine den meisten Menschen unbekannte Nebenwelt, die von verschiedenen bekannten Fabelwesen bevölkert ist – so etwa Zwerge, Elfen oder Zentauren. Die ausführliche Beschreibung der Technik, die das Erdvolk entwickelt hat, verleiht dem Roman zudem einen Science-Fiction-Aspekt. Darüber hinaus fallen die teilweise ausführlichen Actionszenen auf.
Bisher erschienen zwischen 2001 und 2012 acht Bände, die dem Zyklus angehören. Der Autor erklärte, das achte werde das letzte Buch in der Reihe sein.
Im Jahr 2004 erschien außerdem der Zusatzband The Artemis Fowl Files. Er erschien im November 2006 unter dem Titel Artemis Fowl – Die Akte auch in deutscher Sprache und enthält zwei Kurzgeschichten um die Hauptfiguren der Romanserie, zusätzliche Informationen sowie einige Interviews mit Autor und Romanfiguren. Unter anderem ist hier die Kurzgeschichte Artemis Fowl: The Seventh Dwarf (Der siebte Zwerg) veröffentlicht, die 2004 speziell für den World Book and Copyright Day (Welttag des Buches und des Urheberrechts, 23. April) geschrieben wurde.
Im September 2008 erschien eine Comic-Adaption des Zeichners Andrew Donkin beim Carlsen Verlag auf Deutsch.

## Handlung
Vorgeschichte
Artemis Fowl ist seit dem Verschwinden seines Vaters das Oberhaupt der Fowls, einer alten irischen Verbrecherdynastie, und deren Landsitzes in der Nähe von Dublin, Fowl Manor. Artemis Fowl senior wurde nach seinem spurlosen Verschwinden bei einem Geschäft mit der russischen Mafia für tot erklärt. Artemis’ Mutter, Angeline Fowl, leidet seit dem Verschwinden ihres Mannes an Halluzinationen und ist nicht mehr ansprechbar, weshalb Artemis junior nun die maroden Familienfinanzen verwalten muss. Weitere Bewohner von Fowl Manor sind Artemis’ Bodyguard Domovoi Butler und dessen Schwester Juliet Butler. Zu Beginn des ersten Bandes sucht Artemis dringend nach neuen Geldquellen.
Unter der Erde, beim Erdvolk, dessen Existenz Artemis erst zu Beginn des ersten Buches erkennt, wurde die Elfe Holly Short zu einem Captain der Zentralen Untergrund-Polizei (ZUP) ernannt, was von ihrem Mentor, dem ZUP-Commander Julius Root, eher mit Verstimmung aufgenommen wurde. Die erste moderne Begegnung zwischen Mensch und Erdvolk findet statt, als Artemis Holly während eines ZUP-Oberflächeneinsatzes entführt und vom Erdvolk Lösegeld fordert. Eine Feindschaft entwickelt sich zwischen Artemis und Holly, die aber nach und nach zu einer Freundschaft wird.
Band 1: Artemis Fowl
Obwohl Artemis Fowl, der Sohn einer irischen Ganovenfamilie, erst zwölf Jahre alt ist, zählt er bereits zu den besten Dieben im Land, denn er ist nicht nur geschickt, sondern zugleich hochintelligent. Artemis Fowl besitzt Noblesse, kleidet sich stets korrekt und hat ein Faible für Technik.
Als es ihm gelingt, sich durch einen Trick das Buch der Unterirdischen von einer alkoholsüchtigen Fee zu beschaffen und die Gnomischen Schriftzeichen mit viel Geduld und der Hilfe seines Computers ins Englische zu übersetzen, glaubt Artemis Fowl, den Niedergang seiner Familie aufhalten zu können, denn er weiß nun, dass Elfen und andere Unterirdische tief unter der Erdoberfläche einen Goldschatz hüten.
Artemis Fowl plant, einen Unterirdischen zu entführen und dann einen Austausch gegen eine Tonne Gold anzubieten. Tatsächlich bekommt er die Elfe Holly Short in seine Gewalt und sperrt sie in Fowl Manor, dem Schloss, das seine Familie seit vielen Jahren bewohnt, ein. Jedoch handelt es sich bei den Elfen um kämpferische Wesen, die nicht nur über magische Kräfte, sondern auch über Hightech-Waffen verfügen, und Holly Short ist ein Offizier der Aufklärung bei der ZUP (Zentrale Untergrund-Polizei), einer Eliteeinheit. Die ZUP erzeugt zunächst einen Zeitstopp, wodurch die Zeit um Fowl Manor eingefroren wird und gleichzeitig alle anwesenden Menschen eingeschlossen werden.
Dank seiner Genialität hat Artemis die meisten Aktionen der ZUP vorhergesehen und kann sie dementsprechend zunächst kontern. Als Lösegeld für Holly fordert er eine metrische Tonne Gold.
Zunehmend läuft der Plan aus dem Ruder, als sich Holly befreien kann und gleichzeitig ein Offizier der ZUP, der Root als Kommandanten ersetzt hat, einen Troll ins Gebäude bringt.
Schlussendlich kann der Troll jedoch von Butler besiegt werden und Artemis gibt Holly sogar einen Teil des Goldes zurück. Im Gegenzug heilt Holly Artemis’ Mutter von ihren Depressionen und Wahnvorstellungen.
Entsprechend den Vorschriften der ZUP wird anschließend eine sogenannte Biobombe auf Fowl Manor gezündet, eine Bombe, die alles Leben vernichtet, ohne sonstige Spuren zu hinterlassen. Artemis gelingt es jedoch mithilfe eines ebenso brillanten wie banalen Tricks, das Zeitfeld zusammen mit seinen Mitstreitern zu verlassen. Geschlagen müssen sich die ZUP-Truppen zurückziehen.
Band 2: Die Verschwörung

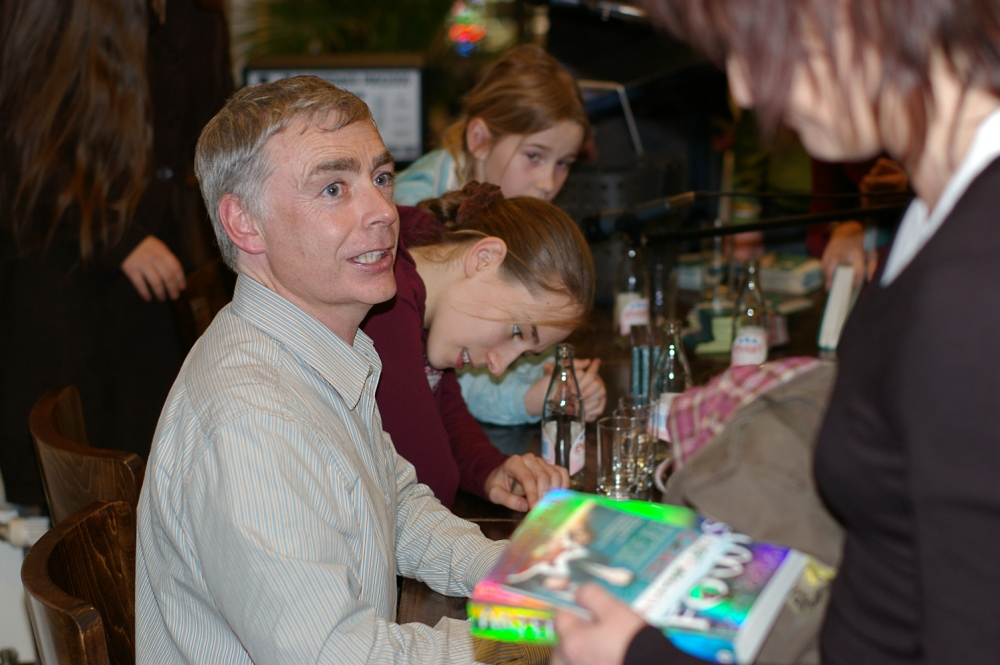
Eoin Colfer bei einer Lesung von Band fünf

Originaltitel: Artemis Fowl: The Arctic Incident (≈ Der arktische Zwischenfall)
Zu Beginn des zweiten Bandes erhält Artemis per E-Mail eine Videobotschaft aus Russland, die seinen verschollenen Vater lebend zeigt, er ist sich aber nicht sicher ob es sein Vater ist. Artemis Senior wird seit zwei Jahren vermisst und wurde bereits für tot erklärt. Er wurde bei dem Versuch, in Russland einen Handel mit Konsumgütern aufzuziehen, von der russischen Mafia entführt und seither als Geisel gehalten. Als Artemis sich auf den Weg dorthin machen will, taucht plötzlich die Elfe Holly Short auf. Die ZUP ist im Konflikt mit der aufständischen Koboldbande B’wa Kell, die von einer unbekannten (oberirdischen) Quelle Batterien erhält und mit diesen verbotene Lasergewehre betreibt. Holly vermutet, dass Artemis dahinter steckt. Doch da dieser unschuldig ist, erklärt sich die ZUP zu folgendem Handel bereit: Für Artemis’ Unterstützung im „Batterien-Fall“ erhält er im Gegenzug Hilfe bei der Rettung seines Vaters.
Nachdem Artemis und Butler den Oberirdischen, der die Kobolde mit Batterien für ihre Waffen versorgt, gefunden und außer Gefecht gesetzt haben, machen sie sich zusammen mit Commander Root und Captain Holly Short auf den Weg nach Murmansk, wo sich Artemis’ Vater zu befinden scheint. Unter der Erde greift währenddessen die B’wa Kell an, organisiert von der Wichtelin Opal Koboi und dem ehemals hochrangigen Polizisten Briar Cudgeon, der von Root und Foaly bei der Belagerung von Fowl Manor gedemütigt wurde. Opals Industrieimperium hat unter anderem einen Großteil der Polizeiausrüstung geliefert. Dadurch kann sie sämtliche Waffen der Polizei unbrauchbar machen, sodass die Kobolde die Macht in Haven, der Hauptstadt der Unterirdischen, übernehmen können. Foaly, das technische Genie der Polizei, wird durch Manipulationen Opals für verantwortlich gehalten. Eingeschlossen in seine selbst entworfene, hochsichere Kommandozentrale muss er hilflos zusehen, wie die Kobolde die Stadt übernehmen.
Durch eine List und die Hilfe von Mulch Diggums gelingt es Artemis, Butler, Holly und Root jedoch, in die Koboi Laboratorien einzubrechen und die Übeltäter mit Foalys Hilfe gegeneinander auszuspielen. Dabei wird Briar Cudgeon von Opal Koboi in eine aktive Plasma-Leitung geschleudert, was ihn augenblicklich tötet. Holly schlägt daraufhin Opal Koboi bewusstlos; gleichzeitig gelingt es Foaly, die Kontrolle über die Computer zurückzugewinnen und die automatischen Geschütze zu reaktivieren, die den Koboldaufstand daraufhin innerhalb weniger Sekunden beenden.
Nach dem Ende dieser Mission begeben sich Artemis, Butler, Holly und Commander Root nach Nordrussland, wo die Auslösung seines Vaters stattfinden soll. Artemis erläutert daraufhin seinen Plan. Dabei soll den Mafiosi die Ermordung seines Vaters vorgespielt und sie dann mit dem gefälschten Lösegeld weggelockt werden. Trotz mehrerer Komplikationen funktioniert der Plan letzten Endes doch und Holly schließt im Epilog mit Artemis – vorläufig und unter Vorbehalten – Frieden.
Band 3: Der Geheimcode
Originaltitel: Artemis Fowl: The Eternity Code (≈ Der Ewigkeitscode)
Artemis Fowl hat beschlossen, seine Verbrecherkarriere an den Nagel zu hängen, da sein mittlerweile genesender Vater kritischer über Verbrechen denkt. Er entscheidet daher, nur noch einen letzten Coup durchzuführen, da dieser inzwischen komplett vorbereitet ist, und danach sein kriminelles Leben zu beenden. So möchte er sich mit dem amerikanischen Industriellen und gefährlichen Schwerverbrecher Jon Spiro treffen, der eines der größten Computerunternehmen der Welt besitzt. Artemis hat aus den technischen Geräten, die er den Elfen bei seinem ersten Zusammentreffen mit dem Erdvolk abgenommen hatte, einen Supercomputer in Form eines kleinen Würfels entwickelt, der die Fähigkeiten aller (oberirdisch) existierenden Computer bei weitem übertrifft. Dieser C Cube, wie sein Erfinder ihn nennt, würde alle anderen Computerhersteller vom Markt verdrängen und somit auch Spiros Unternehmen ruinieren. Artemis fordert von Spiro eine große Menge Gold dafür, dass der C Cube noch ein Jahr lang vom Markt ferngehalten wird. Artemis und Butler geraten jedoch in einen Hinterhalt, bei dem es Spiro gelingt, den C Cube zu entwenden und sich Artemis und Butler nur durch die Detonation einer von ihnen vorsichtshalber versteckten Spezialbombe vorläufig retten können. Als Spiros Leibwächter, Arno Blunt, Artemis doch noch überrascht und ihn erschießen will, wirft sich Butler in letzter Sekunde dazwischen. Aus nächster Nähe abgefeuert durchschlägt die Kugel Butlers kugelsichere Weste und trifft ihn unmittelbar unter dem Herzen. Es gelingt ihm noch, einige Schüsse in Blunts Richtung abzugeben, von denen eine seine Schläfe streift und ihn auf diesem Weg betäubt. Nachdem Butlers Herz aufgehört hat zu schlagen, hat Artemis die Idee, Butler einzufrieren, damit sein Körper bis zu einer möglichen Wiederbelebung keinen Schaden nimmt.
Durch Artemis’ Testlauf des C Cubes ist inzwischen Foaly aufmerksam geworden. Die Unterirdischen lösen Großalarm aus und schicken Holly Short an die Erdoberfläche, um die Quelle der Anomalie zu ermitteln. Artemis lockt sie zu sich und überredet sie, Butler mit ihrer Magie zu heilen und wiederzubeleben. Der treue Leibwächter altert durch den beispiellosen Vorgang jedoch um etwa 15 Jahre und einige Kevlarfasern werden in seiner Brust vervielfältigt, was ihn körperlich sehr schwächt.
Danach erklärt Holly ihrem Chef Commander Root, dass es für ihrer aller Sicherheit wichtig sei, den C Cube wiederzuerlangen. Root will die Bergungseinheit einsetzen, sieht allerdings selbst ein, dass dies in einer Katastrophe enden könnte. Daraufhin erlaubt er Holly, erst Artemis’ Plan auszuprobieren, bevor er die Bergung schickt. Er stellt jedoch die Bedingungen, dass allen beteiligten Menschen nach Wiedererlangung des Gerätes die Erinnerung an das Erdvolk gelöscht wird. Außerdem soll Foaly sich nicht beteiligen, wobei letztere Bedingung im Verlauf der Operation natürlich ignoriert wird. Butler ist wegen seiner nur eingeschränkt gelungenen Heilung allerdings keine große Hilfe und erhält deswegen in Hollys Abwesenheit von Artemis den Auftrag, einige Vorbereitungen für die Erinnerungslöschung zu machen. Butlers Rolle als Artemis’ Beschützer wird von seiner Schwester Juliet übernommen. Nach Abschluss der Mission werden Artemis’ Erinnerungen tatsächlich gelöscht.
Mulch Diggums, der kleptomanische Zwerg, der bei dieser Geschichte erneut beteiligt ist, hat sich ein schönes Leben in einem Penthouse in Los Angeles gemacht, bis er schließlich gefasst wird. Vorher hat Artemis ihm eine Laserdisk gegeben, mit der Mulch die Erinnerungen des Verbrechergenies zurückholen soll. Als Gegenleistung hat Artemis Mulchs Verbrecherakte auf Foalys Computer so verändert, dass alle Verfahren gegen ihn nichtig sind.
Im Epilog, der den ersten Tagebucheintrag nach der Erinnerungslöschung darstellt, kündigt Artemis Fowl der Zweite an, dass er eine Welle des Verbrechens auslösen wird, „wie es sie noch nie zuvor gegeben hat.“
Band 4: Die Rache
Originaltitel: Artemis Fowl: The Opal Deception (≈ Die Opaltäuschung)
Seitdem jede Erinnerung an das Reich der Unterirdischen aus Artemis’ Gedächtnis gelöscht worden ist, arbeitet er wieder als Meisterdieb. In der unterirdischen Welt ist die Verbrecherin Opal Koboi wieder aus ihrem Koma erwacht, unbemerkt entkommen und plant ihre Rache: Sie will die Zentrale Untergrundpolizei ausschalten und anschließend den Menschen die Existenz der Unterwelt offenbaren.
Als ersten Schritt lockt Opal Commander Root und Holly Short, die eigentlich kurz vor einer Beförderung zum Major steht, in einen Hinterhalt, in dem Root stirbt und es so aussieht, als habe Holly ihn erschossen. Dieser gelingt es, vor ihrer Ergreifung durch die eigenen ZUP-Kollegen an die Erdoberfläche zu fliehen. Dort sind Artemis und Butler, die sich gerade im Zuge eines Diebstahls in München befanden, um Haaresbreite Opals zweiter Racheaktion, einer raketengestützen Biobombe, entkommen. Holly, die das Attentat gesehen hat und selbst mit knapper Not einem weiteren entgangen ist, findet die beiden verletzt und bewusstlos auf. Um die Unterwelt zu retten, wendet sie sich an Artemis Fowl und nimmt ihn mit. Dieser akzeptiert die Existenz des Erdvolks als die Wahrheit, da ihm die anderen Erklärungen, die er für die Fakten hat, unwahrscheinlich erscheinen. Er erklärt allerdings auch, dass er diese Information aus einer sicheren Quelle erhalten müsse; die einzige sichere Quelle sei für ihn jedoch er selbst.
In diesem Moment stürmt Opal Koboi das Versteck; nach einer kurzen Unterhaltung kann Koboi Artemis’ Besserwisserei nicht mehr aushalten und lässt ihn betäuben. Nachdem sie außerdem Holly soweit provoziert hat, dass diese im Begriff ist ihre Waffe zu ziehen, erfährt die Elfe dasselbe Schicksal wie der Mensch.
Unterdessen gelingt es Mulch Diggums, aus der Gefangenschaft der ZUP zu fliehen. Er begibt sich nach Fowl Manor und übergibt die Laserdisc, die Artemis ihm vor seiner Erinnerungslöschung geschenkt hatte, dem bald darauf eintreffenden Butler. Der Inhalt der Laserdisk reaktiviert Butlers Erinnerungen, der sofort beschließt Artemis und Holly zu helfen, die von Koboi in ein Trollgebiet gebracht werden, wie er aus einem Gesprächsmitschnitt von Artemis’ Gefangennahme erfährt.
Butler und Mulch gelingt es schließlich, Holly und Artemis, der sich mittlerweile damit abgefunden hat zu sterben, mithilfe eines von Mulch gestohlenem ZUP-Shuttles aus dem Trollgebiet zu erretten und Artemis die Laserdisk zu übergeben, woraufhin auch dessen Erinnerungen reaktiviert werden.
Unterdessen ist Opal Kobois Plan, der Menschheit die Existenz der Unterirdischen bekanntzumachen, weit fortgeschritten. Mit Hilfe eines von Artemis eilig entworfenen Plans gelingt es jedoch, sie aufzuhalten. In der Zwischenzeit wurde jedoch der Gnom Ark Sool zum ZUP-Commander ernannt, der schließlich sogar den Befehl gibt, das Shuttle mit Holly, Artemis, Butler und Mulch abzuschießen. Der Befehlsempfänger Major Kelp verweigert diesen Befehl jedoch, um Holly die Möglichkeit zu geben, sich zu rechtfertigen. Mit der Gefangennahme Opal Kobois und ihrer Helfer ist der Fall abgeschlossen. Holly reicht daraufhin ihre Kündigung aus dem Polizeidienst ein und plant, mit Mulch eine Detektei zu eröffnen.
Trivia: Um sich als Meisterdieb zu profilieren, plant Artemis den Diebstahl eines fiktiven Gemäldes mit dem Titel Der Elfendieb. Dessen Maler ist eine reale Person, der französische Impressionist Jules-René Hervé.
Band 5: Die verlorene Kolonie
Originaltitel: Artemis Fowl: The Lost Colony
Dämonen, die durch einen missglückten Zeitbann auf der Insel Hybras im Zeitmeer leben, werden in Artemis’ Welt gerissen, da der Bann brüchig wird. Der erste Dämon wird jedoch bereits von Artemis erwartet, Zeit und Ort der Materialisierung des Dämonen entsprechen aber nicht den Berechnungen, die Artemis von Foalys Computer gestohlen hat.
Währenddessen wird Holly Short von einer Geheimabteilung der ZUP namens „Abteilung Acht“, die bereits seit 500 Jahren die Dämonen beobachtet, zurückrekrutiert. Holly wird ausgesandt, um Artemis zu kontaktieren, weil Foalys Berechnungen falsch waren und Abteilung Acht sich von Artemis die korrekten Ergebnisse erhofft, da dieser aufgrund eines Zufalls mit dem Dämon in Kontakt treten konnte. (Artemis hat sie aber nicht.)
Holly trifft Artemis in einer italienischen Oper und erfährt dort, dass nach seinen neuen Berechnungen an diesem Abend ein Dämon auf der Bühne erscheinen müsse und dass der Zeitbann sich auflöse. Der Dämon erscheint auch, wird aber von einer anderen Gruppe, unter der Leitung einer gewissen Minerva Paradizo, entführt. Das gelingt nur, weil Minervas Mitstreiter Billy Kong ihn in der Oper mit einem Silberpfeil in der Dimension verankert hat; Silber nämlich dient als Dimensionsanker und verhindert somit, dass die Dämonen unkontrolliert durch die Zeit reisen.
Anschließend befreien Artemis und seine Freunde Nr. 1, den Dämon, den Minerva gefangen hält. Dieser hat besondere Fähigkeiten, denn er ist der erste Zauberer unter den Dämonen seit mehreren tausend Jahren. Kurz darauf nimmt Billy Kong, der als Sicherheitsmann für die Paradizos arbeitet, Minerva als Geisel und fordert für sie den Dämon als Lösegeld. Sein Motiv ist persönlicher Natur, da er glaubt, sein älterer Bruder sei von Dämonen getötet worden. Artemis bringt Kong dazu, sich als Ort für die Übergabe unbewusst den Wolkenkratzer Taipei 101 in Taiwan auszusuchen.
Also machen sich Artemis, sein treuer Begleiter Domovoi Butler, Holly Short und der Dämon Nr.1 auf den Weg nach Taiwan zum Taipeh 101, in dem sich, auch real, eine große mit Silber beschichtete Kugel als Schwingungsdämpfer befindet.
Die Übergabe verläuft unproblematisch, Artemis und seine Freunde können unbehelligt gehen. Als sie in einem Aufzug verschwunden sind, erklärt Billy Kong Nr. 1 seinen Plan: Er will ihn mit einer Bombe zurück nach Hybras schicken, damit die Dämonen dort getötet werden. Da Artemis’ Gruppe nun allerdings in Sicherheit ist, lässt Nr. 1 den Silberpfeil, den Artemis zuvor aus seinem Bein entfernt hat, fallen und verschwindet. Das Silber der nahen Kugel sorgt jedoch dafür, dass er sich, genau wie Artemis es vorhergesehen hatte, dort materialisiert und von der wartenden Captain Short zu Artemis gebracht wird.
In einer Kunstgalerie im Taipeh 101 befindet sich eine Skulptur, von der Artemis vermutet, dass es sich dabei in Wirklichkeit um die sieben Zauberer handelt, die den Zeitbann erschufen. Diese Vermutung erweist sich als richtig und es gelingt Nr. 1, den Zauberer Qwan aus seiner Versteinerung zu befreien. Allerdings erklärt dieser, dass die anderen Zauberer alle gestorben seien.
Unterdessen wird die Gruppe von Billy Kong und seinen Gefolgsleuten angegriffen. Es gelingt Butler und Holly zwar, die Angreifer zu besiegen, allerdings wird dabei die Bombe aktiviert und Artemis kann sie ohne Werkzeug und ohne ausreichend Zeit nicht entschärfen. Deshalb fliegt Holly mit Qwan, Artemis und Nr. 1 aus dem Fenster, um die Bombe über dem Meer abzuwerfen – die Zeit wird allerdings zu knapp. Deshalb wirft Artemis das Silberarmband von Nr. 1, dass auch Qwan in der Gegenwart hält, weg, woraufhin alle durch den Zeittunnel nach Hybras gezogen werden.
Im Zeittunnel entdeckt Artemis bei seinen Begleitern eine blaue Kraft, die sich als Magie erweist, und zieht unbemerkt ein wenig davon in sich selbst hinein.
Als sie in Hybras ankommen, steht der Zünder der Bombe auf fünftausend Stunden, da der Zähler durch die Reise neu eingestellt wurde. Qwan erklärt nun, dass man fünf Zauberer und eine sehr starke Energiequelle wie zum Beispiel einen Vulkan bräuchte, um Hybras zurück in die Gegenwart auf die Erde zu bringen. Als die Gruppe sich nun zu den Siedlungen der Dämonen begeben will, wird sie jedoch unterwegs von Leon Abbot, dem Anführer der Dämonen und Erzfeind von Nr. 1, und seinem Heer aufgehalten.
Abbot hat bereits Nr. 1 dazu gebracht, den Zeitbann zu benutzen und will die Neuankömmlinge nun töten. Es kommt zu einem Wortgefecht zwischen Abbot, Artemis, Qwan und Nr. 1, in dem sich herausstellt, dass Abbot für die Zerstörung des Zeitbanns verantwortlich und mit Qwans einstigem Lehrling Qweffor verschmolzen ist, was ihm magische Fähigkeiten verleiht. Am Ende gelingt es Artemis und seinen Verbündeten jedoch, das Heer in die Flucht zu schlagen. Zu Hilfe kommt ihnen dabei das plötzliche Ausfasern des Zeitbanns, welches das Abbröckeln des Planeten zur Folge hat, woraufhin weite Teile der Armee fliehen. Schließlich gelingt es Artemis auch Abbot zu betäuben, und es stellt sich heraus, dass Qweffor nicht tot, sondern sein Geist nur in Abbots Körper unterdrückt ist. Somit sind mit Artemis fünf Magier anwesend. Als Energiequelle für den Rücktransport von Hybras auf die Erde soll die Bombe verwendet werden, deren Zähler durch einen Zeitsog viel schneller abläuft. Gemeinsam gelingt es daraufhin Artemis, Holly, Nr. 1, Qwan und Qweffor, Hybras auf die Erde zurückzubringen.
Bei ihrer Ankunft vor der irischen Küste werden sie schon von der ZUP unter Leitung von Foaly erwartet. Foaly teilt ihnen mit, dass seit ihrem Verschwinden auf der Erde drei Jahre vergangen sind. Artemis stellt ferner fest, dass er im Zeittunnel ein Auge mit Holly getauscht hat, so dass sie beide nun je ein braunes und ein blaues besitzen. Er wird daraufhin zu Butler gebracht, der sich inzwischen mit Minerva angefreundet hat. Von Butler erfährt er, dass seine Eltern Zwillinge bekommen haben.
Band 6: Das Zeitparadox
Originaltitel: Artemis Fowl: The Time Paradox
Der sechste Artemis-Fowl-Band handelt in der Zeit nach Artemis’ Rückkehr von Hybras. Als seine Mutter schwer erkrankt, nutzt Artemis seine komplette verbliebene Magie für den Versuch, sie zu heilen, was die Krankheit allerdings nur verschlimmert, woraufhin er Holly und Nr. 1 nach Fowl Manor bittet, um zu helfen. Als Holly ankommt, erkennt sie die Krankheit als die Funkenpest. Die Krankheit hatte einige Jahre zuvor große Teile des Erdvolks vernichtet und geht auf eine starke Anomalie der Magie zurück. Das einzige Heilmittel ist die Gehirnflüssigkeit der Seidensifakas, deren letztes Exemplar Artemis vor acht Jahren an die Extinktionisten verkauft hat, deren Ziel es ist, Tierarten auszurotten, die sie für nutzlos halten. Diese töteten den Lemuren.
Artemis beschließt daraufhin, acht Jahre in die Vergangenheit zu reisen, um den Lemuren zu retten. Wegen der unabsehbaren Folgen ist Zeitreisen in der Gesetzgebung der Unterirdischen jedoch strengstens untersagt. Artemis redet Holly ein, dass sie es war, die seine Mutter infiziert habe, um ihr schlechtes Gewissen dafür zu nutzen, sie dazu zu bringen, ihn in die Vergangenheit zu begleiten. Als Nr. 1 schließlich erscheint, schickt er Holly und Artemis, seine gerade erst erlernten Zeitreisekenntnisse freudig anwendend, in die Vergangenheit. Als sie ankommen, muss Artemis erkennen, dass seine Erinnerungen nicht mit dem tatsächlichen Geschehen übereinstimmen. Das führt dazu, dass sie mehrfach Niederlagen gegen Butler und den noch absolut skrupellosen, zehnjährigen Artemis Fowl einstecken müssen. Schließlich gelingt es Holly und Artemis, mit der nicht ganz freiwilligen Hilfe von Mulch Diggums, den Lemuren in Marokko in ihren Besitz zu bringen. Jedoch wird Holly von Butler gefangen genommen, und von Artemis dem Jüngeren kurzerhand an den Extinktionisten Dr. Damon Kronski verkauft, damit dieser bei dem bevorstehenden Treffen der Extinktionisten eine weitere Art ausrotten kann. Im Zuge ihrer Rettung durch Artemis wird dieser von Opal Koboi gefangen. Artemis erfährt, dass den vermeintlich hingerichteten Tieren die Gehirnflüssigkeit entzogen wird, um Opal zur mächtigsten Magierin der Welt zu machen. Die Gehirnflüssigkeit des Lemuren würde ihr Zeitreisen ermöglichen.
Schließlich kann Artemis entkommen und mit Holly, Mulch und dem Lemuren nach Fowl Manor fliehen, wo sie bereits von Butler und Artemis dem Jüngeren erwartet werden. Beide verlangen, die komplette Wahrheit zu erfahren, die ihnen dann schließlich erzählt wird. Daraufhin reisen Holly und Artemis zusammen mit dem Lemuren und dem jüngeren Artemis zurück in die Gegenwart. Dort stellt sich heraus, dass Artemis’ Mutter gar nicht die Funkenpest hatte, sondern nur die Symptome, die von Opal Koboi imitiert wurden. Opal ist Artemis nämlich durch den Zeittunnel gefolgt, um ihm den Lemuren abzunehmen, allerdings ist sie einige Tage vor Artemis „abgesprungen“ und konnte so von dem Körper seiner Mutter Besitz ergreifen und die Symptome hervorrufen. Nach einigem Durcheinander gelingt es den Verbündeten, Opal Koboi zunächst zu besiegen, bevor sie es letztendlich schafft, doch noch zu flüchten. Allerdings kehrt sie nach kurzer Zeit wieder zurück, um sich den Sifaka zu holen, worauf Artemis vortäuscht, mit dem Lemuren in einem Flugzeug zu fliehen. Opal verfolgt ihn, bis er ihr eröffnet, dass der Lemur während der Verfolgungsjagd in Sicherheit gebracht wurde. Schließlich kann er sie unter einem Schutthaufen vorübergehend unschädlich machen.
Der jüngere Artemis Fowl wird daraufhin einer Erinnerungslöschung unterzogen und in seine Zeit zurückgeschickt. Artemis der Ältere kommentiert dies damit, dass er wusste, dass es eine Erinnerungslöschung geben müsse, weil er sich an nichts erinnern könne. Da Opal Koboi einen Teil ihrer Gedanken in Angeline Fowl hinterlassen hat, gelingt es Angeline, Artemis dazu zu überreden, ihr alles zu erzählen.
Als die Bergungseinheit der Unterirdischen eintrifft, ist Opal Koboi geflohen. Nun gibt es zwei Opals in der Gegenwart.
Das Buch endet damit, dass der zehnjährige Artemis Fowl der Zweite, aus für ihn nicht ersichtlichen Gründen, zufrieden aufwacht und sich verschwommen an einen Traum zu erinnern glaubt, in welchem Elfen eine Rolle gespielt haben. Damit wird der Grundstein dafür gelegt, dass er später einmal auf die Idee kommen wird, eine Elfe zu entführen (siehe Band 1: Artemis Fowl).
Der Titel des Buches bezieht sich auf ein Zeitreise-Paradoxon. Erst die Zeitreise führt in der Vergangenheit zu den Ereignissen, wegen derer man die Zeitreise unternehmen wird.
Band 7: Der Atlantis-Komplex
Originaltitel: Artemis Fowl: The Atlantis Complex
Im siebten Teil der Buchreihe wird Artemis Fowl von einer geheimnisvollen, psychischen Krankheit, dem „Atlantis-Komplex“, heimgesucht, die aus seinem Schuldbewusstsein und dem Missbrauch der Magie entstanden ist. Die Krankheit äußert sich in einem Zwang, seine Wörter und andere Dinge abzuzählen. Außerdem misstraut er jedem, selbst seinem treuen Leibwächter Butler, den er unter einem Vorwand nach Mexiko zu seiner Schwester schickt. Artemis trifft sich mit einer Delegation der Unterirdischen, um ihnen seine Erfindung und seinen Plan zur Bewahrung der Erde vor den Folgen der globalen Erwärmung zu präsentieren. Während der Präsentation greift eine Raumsonde an und zerstört das Shuttle der Unterirdischen, wobei viele von ihnen sterben. Die angreifende Raumsonde ist unterirdischen Ursprungs und wurde von Foaly dazu programmiert, den Mars zu erforschen, allerdings ist es dem inhaftierten Turnball Root, Bruder des verstorbenen Commander Julius Root, gelungen, die Kontrolle über die Sonde zu übernehmen.
Als Artemis durch einen Elektroschock für kurze Zeit außer Gefecht gesetzt wurde, übernimmt sein Zweites Ich namens Orion die Kontrolle über seinen Körper. Zusammen mit Holly und Foaly kann Orion in einer Rettungskapsel fliehen. Die drei versuchen, die Stadt Atlantis zu retten, die unter einer Glaskuppel auf dem Meeresboden liegt. Die umprogrammierte Raumsonde steuert auf diese Glaskuppel zu und droht sie zu zerstören. Nachdem die Stadt evakuiert wurde, schlägt die Raumsonde neben der Stadt in eine Fähre mit evakuierten Gefangenen ein, aus der kurz zuvor Turnball Root mit einigen Helfern fliehen kann.
Holly gelingt es durch einen zweiten Elektroschock, dass Artemis wieder er selbst ist, jedoch immer noch mit den Symptomen des „Atlantis-Komplexes“. Butler, dessen Schwester Juliet und der Zwerg Mulch Diggums stoßen zu den dreien. Zusammen verfolgen sie Turnball Root, geraten dabei aber in dessen Gefangenschaft. Turnball versieht Artemis und Holly mit einem Mal der schwarzen Magie und kann so ihren Willen unterdrücken und sie steuern. Mithilfe von Holly will er den Dämonenzauberer Nr. 1 entführen und ihn zwingen, Turnballs gealterte Frau zu heilen und zu verjüngen. Nr. 1 befindet sich in einem Lazarettschiff, in dem Evakuierte aus Atlantis gepflegt werden. Während Turnball Holly dort hinbringt, um Nr. 1 zu holen, provoziert Artemis seinen Bewacher und bekommt abermals einen Elektroschock. Dadurch übernimmt wieder Orion die Kontrolle, der nicht durch Turnballs schwarzes Mal gesteuert werden kann. Als Turnball versucht, Artemis über das Mal seinen Willen aufzuzwingen, kann Orion Turnball überraschen und überwältigen. Turnball muss seine Niederlage eingestehen und wählt mit seiner Frau, deren Wunsch es ist, zu sterben, den Weg in den Tod. Sie steuern Turnballs Raumschiff, in dem er einen unumkehrbaren Selbstzerstörungsmechanismus aktiviert hatte, von dem Lazarettschiff weg und retten somit das Leben der vielen Insassen.
Band 8: Das magische Tor
Originaltitel: Artemis Fowl: The Last Guardian (≈ Der letzte Wächter)
Der als letzter der Reihe angekündigte Band Artemis Fowl: Das magische Tor erschien am 10. Juli 2012 in englischer Sprache und im März 2013 auf Deutsch. Vor 10.000 Jahren kämpften Elfen und Menschen um die Vorherrschaft. Die Menschheit siegte und zwang die Elfen und die anderen „Unterirdischen“ unter die Erde. Um die Menschen an der Verfolgung zu hindern, erschufen die Elfen ein durch Magie versiegeltes Portal, das von den Geistern ihrer Soldaten bewacht wird. Unglücklicherweise befindet sich dieses Portal heute auf dem Fowl’schen Landsitz in Irland. Opal Koboi öffnet das erste Tor dieses Portals und erweckt somit die Geister der Soldaten, die ihr dadurch zur Treue verpflichtet sind und nun Besitz von den Körpern der Menschen und Tiere in der Umgebung ergreifen. Mit Hollys Hilfe muss Artemis nun seine Familie und die ganze Menschheit retten. Er muss verhindern, dass Opal Koboi das zweite Tor öffnet, was sie vor Tagesanbruch versucht, denn sie kann nur bis dann Hilfe von den ihr treu ergebenen Soldaten bekommen, da diese nach Tagesanbruch wieder ins Jenseits verschwinden müssen.
Artemis entwickelt einen Plan, um die gerissene Wichtelin Opal Koboi daran zu hindern, die gesamte Menschheit auszulöschen. Allerdings muss er bei diesem Plan sein Leben opfern. Der intelligente Junge weiß, dass nur die Person, die das erste Tor geöffnet hat, auch das zweite Tor öffnen und wieder schließen kann. Im vierten Teil von Artemis Fowl erschuf Opal Koboi einen Klon von sich, um der ZUP zu entkommen. Diesen lässt sich Artemis von Foaly heraufschicken, zusammen mit einer Maske von Holly Short, aber seiner Freundin Holly gelingt es, seinen Plan zu durchschauen, deswegen trickst Artemis sie aus und betäubt sie. Zusammen mit dem Klon macht sich der Jugendliche nun auf den Weg zum zweiten Tor und bittet seine Erzfeindin Opal, dass sie seine Brüder, Myles und Beckett, verschone. Opal genießt ihren Triumph zu sehr, um zu bemerken, dass die Person, die Artemis mitgeschleppt hat, nicht Holly Short ist, von der Artemis erzählt, er hätte sie betäuben müssen, da sie nicht wollte, dass er auf Opals Angebot eingeht, sondern Opals eigener Klon. Bruin, der Wächter des zweiten Tores, welches er persönlich erschuf, öffnet das Tor, daraufhin kommen zwei Steintafeln zum Vorschein. Opal Koboi muss nur eine davon drücken, um ihr Ziel zu vollenden. Die erste Steintafel würde die zweite für immer unbrauchbar machen, und alle Unterirdischen in deren Umgebung töten, die zweite die komplette Menschheit auf der Erde auslöschen. Opal selbst legt die Hand ihres Klons auf die erste Tafel, da sie sich über Artemis lustig machen will. Zu spät bemerkt sie, dass sie dadurch das zweite Tor geschlossen hat. Oro, der Soldat, der vorher von Bruin von seinen Treuepflichten erlöst worden war, tötet Opal Koboi. Artemis stirbt wegen des Schließens des Tores. Allerdings gelingt es Foaly einen Klon von Artemis zu erschaffen. Artemis hatte entsprechend vorgesorgt und durch einen Kuss auf Hollys Stirn seine DNA gesichert. Schließlich kehrt Artemis Seele in den Klon. So überlebt Artemis, und er erinnert sich langsam wieder an alles, wobei Holly den Vorgang beschleunigt, indem sie ihm alles über ihre Erlebnisse erzählt.
Die Akte
Originaltitel: The Artemis Fowl Files (≈ Die Artemis-Fowl-Akten)
„Die Akte“ ist ein weiteres Buch aus der Artemis-Fowl-Reihe. Es gehört nicht in den Zyklus, sondern enthält zwei Kurzgeschichten und Zusatzinformationen zu Charakteren und Orten. Die erste Geschichte enthält einen Bericht über Holly Shorts Prüfung zur Aufnahme in die Aufklärung, in dem Turnball Root seinen ersten Auftritt hat. In der zweiten geht es um einen Raubzug von Artemis Fowl mit der erzwungenen Hilfe des kleptomanischen Zwergs Mulch Diggums. Dieser Raubzug lässt sich zeitlich zwischen dem ersten und den zweiten Band einordnen. Außerdem enthält das Buch eine Erklärung des gnomischen Alphabets, Darstellungen der Ausrüstung der ZUP sowie einige Rätsel.

## Die unterirdische Welt

### Geschichte des Erdvolks
Die Unterirdischen, auch Erdvolk genannt, lebten einst oberirdisch in einer Welt mit den Menschen. Diese verdrängten jedoch das Erdvolk immer mehr. Bald wurde klar, dass die Menschen nicht zum Zusammenleben bereit waren. So sah sich das Erdvolk gezwungen, um seine oberirdische Existenz zu kämpfen. Diese Umstände führten zur Schlacht am Hügel von Taillte. Da das Erdvolk aber zahlenmäßig weit unterlegen war, musste es sich unter die Erde zurückziehen. Die Dämonen verließen die Erde mitsamt ihrer Insel durch einen Dimensionensprung.

### Arten des Erdvolks
Die Unterirdischen leben unterhalb der Erdoberfläche, in teilweise natürlich entstandenen Hohlräumen. Im Allgemeinen sind sie umweltbewusster und höher entwickelt als Menschen, sowohl geistig als auch technisch. Ferner verfügen die Unterirdischen über magische Kräfte. Diese werden jedoch durch die Regeln des Buchs der Unterirdischen, das gleichzeitig religiöses Lehrwerk und Gesetzbuch der Unterirdischen ist, beschränkt.
Das Erdvolk besteht aus acht Arten:
- Elfen

Die Elfen ähneln Menschen, unterscheiden sich von ihnen aber durch spitze Ohren, karamellbraune Haut und eine Körpergröße von durchschnittlich etwa einem Meter. Der Hauptunterschied zu den Menschen besteht, wie bei den meisten Unterirdischen, darin, dass sie Umweltverschmutzung hassen und die menschliche Zivilisation mehr oder weniger als eine Katastrophe für die Erde empfinden.
- Feen

Die Feen sind das letzte noch aus eigener Kraft flugfähige Volk der Unterirdischen. Sie haben eine grüne Haut und Flügel. Außerdem sind die Flügel das wichtigste Organ der Feen, da durch sie mehrere Hauptschlagadern verlaufen. Wird eine Fee oder ein Feenmann an den Flügeln verletzt, braucht er/sie schnell eine Heilung, da Feen nur begrenzt über Magie verfügen.
- Zwerge

Zwerge sind Unterirdische, die schon immer unter der Erde in Höhlen gelebt haben, da ihre Haut gegenüber UV-Strahlen hochempfindlich ist. Sie verfügen über diverse einzigartige Fähigkeiten, welche nicht einmal die meisten anderen Unterirdischen kennen; so sind sie zum Beispiel dazu in der Lage, sich durch fast jegliches Material zu graben bzw. es zu fressen und so vorwärtszukommen. Die meisten Zwerge haben als Folge jedoch Probleme mit Flatulenzen, was im Buch immer wieder Auswirkungen auf die Handlung hat.
- Kobolde

Kobolde sind sehr dumm, da ihr Gehirn kaum größer ist als das einer Ratte. Sie stammen von Reptilien ab, haben keine Augenlider sowie gespaltene Zungen und können Feuerbälle hervorzaubern, doch auch ihre Klauen sind gefährliche Waffen. Ihre eigene Haut ist feuerresistent, Kobolde müssen sich aber in regelmäßigen Abständen häuten.
- Gnome

Gnome tauchen in den Büchern selten auf und tragen nicht viel zur Handlung bei. Der einzige wichtige Gnom ist der Nachfolger von ZUP-Commander Root, Ark Sool. Von ihrem großen Hintern wird in vielen Sprichwörtern und Redewendungen gesprochen.
- Zentauren

Zentauren sind ausgesprochen intelligent, können aber keine Magie ausüben. Es existieren von ihnen nur noch knapp 100 Exemplare. Ihre nächsten Verwandten, die Einhörner, wurden von den Menschen bereits vollkommen ausgerottet. Die bekanntesten Zentauren sind ZUP-Techniker Foaly sowie seine Frau Caballine.
- Wichtel

Wichtel sehen, abgesehen von ihrer Größe und ihren spitzen Ohren, genauso aus wie Menschen. Sie haben viel Gehirnmasse und dünne Schädel. Deswegen leiden sie häufig unter Migräne, Narkolepsie und Amnesie. Ihre überproportional großen Köpfe lassen sie sehr niedlich und kindlich aussehen, was sie jedoch nicht sind.
- Dämonen

Dämonen sind etwas kleiner als Menschen und die einzigen Angehörigen des Erdvolks, die nicht unter der Erde, sondern auf der Insel Hybras leben. Hybras wurde von Zaubererdämonen magisch in das sogenannte Zeitmeer (engl. limbo) verschoben. Zaubererdämonen unterscheiden sich ab der Pubertät klar von den nicht magisch begabten Dämonen und verfügen über weit stärkere Magie als die anderen zaubernden Arten des Erdvolks. Es existieren nur noch drei bekannte Zaubererdämonen: Qwan, Qweffor sowie der junge Nr. 1. Alle anderen starben beim Verschieben von Hybras.

### Andere Wesen
- Trolle

Trolle sind primitive Jagdtiere und werden auf Grund ihrer geringen Intelligenz nicht zum Erdvolk gezählt. Als Einzelgänger zerfleischen sie sich mitunter gegenseitig, wenn es um ihre Fortpflanzung oder Nahrungsbeschaffung geht. Zu ihren Schwächen zählen Wasserscheue und, bedingt durch ihre herausragende Nachtsicht, Lichtempfindlichkeit.
- Blaue Tunnelspinnen

Tunnelspinnen sind klein, blau-silber gefärbt und verfügen über extrem scharfe Krallen. Eine Spinne zerschneidet ihr Opfer von innen. Eine Hand voll kann einen Troll in kürzester Zeit zerlegen. Tunnelspinnen sind hochempfindlich gegenüber Koffein. Ein Schluck Kaffee genügt, um eine Tunnelspinne zu töten.
- Fluchkröten

Fluchkröten sind ein ungewolltes Nebenprodukt eines Streichs eines Abschlussjahrgangs der Zaubererschule. Deren Erschaffer hatten vergessen, dass sich Kröten auch reproduzieren. Ihr Biss lässt die gebissene Körperstelle stark anschwellen, ist sonst aber wirkungslos.

### Buch der Unterirdischen
Das Buch der Unterirdischen ist eine Art Kodex. Dort ist es festgeschrieben, wie und wann Magie verwendet werden darf, aber auch der Umgang mit Menschen. Verstößt ein Unterirdischer gegen das Buch, wird er von seinem Volk verstoßen und verliert seine Magie. Bis einschließlich des fünften Bandes (Die verlorene Kolonie) war es verboten, in Häuser der Menschenwesen ohne eine direkte Einladung einzutreten, da diese Regel aber die ZUP-Einsätze stark behinderte, wurde der Bann Anfang des sechsten Bandes Das Zeitparadox von dem kleinen Zaubererdämon Nr. 1 aufgelöst. Er schaffte in fünf Minuten, woran zahlreiche Elfenmagier jahrhundertelang gescheitert waren.

### Magie der Unterirdischen
Die Magie der Unterirdischen ist eine Art natürliche Energie. Diese können sie durch ein bestimmtes Ritual erlangen, dürfen sie aber nur nach bestimmten Regeln im Buch verwenden, beispielsweise müssen sie „Das Buch“ immer und überall bei sich tragen. Das Ritual besteht darin, bei Vollmond die Eichel einer alten Eiche an einer Flussbiegung zu sammeln und sie an einem entfernten Ort zu vergraben. Wenn ein Kriterium nicht erfüllt ist, also etwa kein Vollmond scheint, kann nur ein Teil der Magie aufgeladen werden. Ist die Erde, in der die Eichel vergraben wird, stark verschmutzt, kann es zu Krankheiten wie der Funkenpest kommen. Diese wird durch Magie übertragen und ist durch diese nicht heilbar.

### Technik der Unterirdischen
Die Ausrüstung der ZUP-Offiziere, in Form von Helmen, speziellen Uniformen, Waffen und einigem anderen, ist größtenteils von Foaly dem Zentauren und teilweise auch von Opal Koboi entwickelt worden und der Technik der Menschen weit überlegen.
Nennenswerte Erfindungen sind die Iriskamera, welche in ein Auge eingesetzt werden und – neben einigen Zusatzfunktionen wie Filter, Zoom und Röntgensicht – das Gesehene per Funk übertragen kann, und die Tarnfolie, hinter der man nahezu unsichtbar ist. Die Tarnfolie kann allerdings nur das Auge und keine Kameras täuschen. Foalys aus seiner Sicht wichtigste Erfindung sind die Batterien, in denen die Magie von Zauberern gespeichert werden kann und somit ein Feld für ein Zeitstopp bis zu acht Stunden gehalten werden kann. Mit dieser Erfindung vereinfachte er die Arbeit einer ZUP-Bergungseinheit deutlich.

## Geheimschriften
In jedem Buch gibt es eine geheime Botschaft, die sich unter dem normalen Text befindet und leicht mit einer Verzierung zu verwechseln ist. Wenn man den Code löst, erhält man eine Nachricht des Erdvolkes beziehungsweise von Artemis Fowl. Das Entschlüsseln wird dadurch ermöglicht, dass es in den Büchern identische Schlüssel- und Klartexte gibt.

## Rezeption
Allgemein wurden die Bücher von einer klaren Mehrheit der Kritiker und Leser gelobt, allerdings gab es auch komplett entgegengesetzte Meinungen. Einige Stellen warfen dem Autor beispielsweise Gewaltorgien vor, was dieser jedoch damit kommentierte, dass Kinder und Jugendliche ab zehn weitaus mehr Gewalt in der Literatur verarbeiten und verkraften könnten, als Erwachsene sich vorstellten; im Übrigen böten nicht nur Fernsehen und Kino mehr Gewalt als Artemis Fowl, sondern nahezu die gesamte Jugendliteratur.
Der dritte Artemis-Fowl-Band, Artemis Fowl – Der Geheimcode, wurde 2004 mit dem Deutschen Bücherpreis ausgezeichnet.

## Bücher der Reihe
- Eoin Colfer: Artemis Fowl. List, 2001, ISBN 3-471-77251-0 (englisch: Artemis Fowl (Artemis I). Übersetzt von Claudia Feldmann).
- Eoin Colfer: Artemis Fowl: Die Verschwörung. List, 2002, ISBN 3-471-77255-3 (englisch: Artemis Fowl: The Arctic Incident (Artemis II). Übersetzt von Claudia Feldmann).
- Eoin Colfer: Artemis Fowl: Der Geheimcode. List, 2004, ISBN 3-548-60485-4 (englisch: Artemis Fowl: The Eternity Code (Artemis III). Übersetzt von Claudia Feldmann).
- Eoin Colfer: Artemis Fowl: Die Rache. List, 2006, ISBN 3-548-60660-1 (englisch: Artemis Fowl: The Opal Deception (Artemis IV). Übersetzt von Claudia Feldmann).
- Eoin Colfer: Artemis Fowl: Die verlorene Kolonie. List, 2008, ISBN 978-3-548-26867-5 (englisch: Artemis Fowl: The Lost Colony (Artemis V). Übersetzt von Claudia Feldmann).
- Eoin Colfer: Artemis Fowl:  Das Zeitparadox. List, 2010, ISBN 978-3-548-28182-7 (englisch: Artemis Fowl & The Time Paradox (Artemis VI). Übersetzt von Claudia Feldmann).
- Eoin Colfer: Artemis Fowl:  Der Atlantis-Komplex. List, 2011, ISBN 978-3-471-35061-4 (englisch: Artemis Fowl: The Atlantis Complex (Artemis VII). Übersetzt von Claudia Feldmann).
- Eoin Colfer: Artemis Fowl:  Das magische Tor. List, 2013, ISBN 978-3-471-35096-6 (englisch: Artemis Fowl and the Last Guardian (Artemis VIII). Übersetzt von Claudia Feldmann).

## Zusätzliche Werke
- Eoin Colfer: Artemis Fowl: Die Akte. List, 2008, ISBN 978-3-548-60780-1 (englisch: The Artemis Fowl Files. Übersetzt von Claudia Feldmann).
- Eoin Colfer, Andrew Donkin: Artemis Fowl – Der Comic. 1. Auflage. Carlsen Verlag, Hamburg 2008, ISBN 978-3-551-77660-0 (englisch: Artemis Fowl: The Graphic Novel.).
- Eoin Colfer, Andrew Donkin: Artemis Fowl – Arctic Incident. 1. Auflage. Hyperion Book CH, Hamburg 2009, ISBN 978-1-4231-1407-9 (englisch).
- Eoin Colfer: Die Fowl-Zwillinge und der geheimnisvolle Jäger. 1. Auflage. List, 2019, ISBN 978-3-471-36008-8 (englisch: The Fowl Twins. Übersetzt von Claudia Feldmann).
- Eoin Colfer: Die Fowl-Zwillinge und die große Entführung. 1. Auflage. Ullstein, 2022, ISBN 978-3-548-06505-2 (englisch: The Fowl Twins. Deny All Charges. Übersetzt von Conny Lösch).

## Verfilmung
Im Sommer 2013 gab Disney bekannt, dass die Verfilmung der Reihe als Realfilme geplant ist.
Der Film basierend auf dem ersten Buch, sollte am 29. Mai 2020 in die US-amerikanischen Kinos kommen, der Kinostart wurde allerdings aufgrund der weltweiten COVID-19-Pandemie abgesagt. Stattdessen wurde der Film in den USA am 12. Juni 2020 auf der Streaming-Plattform Disney+ veröffentlicht, in Deutschland ist er dort seit dem 14. August 2020 abrufbar.
Siehe dazu: Artemis Fowl